# Конюховский район
Конюховский район (каз. Конюхово ауданы) — единица административного деления Северо-Казахстанской области Казахской ССР, существовавшая в 1944—1963 годах. Центр — село Конюхово, в 1952 году центр перенесён в село Кара-Куга.

## История
Конюховский район был образован 8 мая 1944 года в составе Северо-Казахстанской области Казахской ССР.
По данным 1951 года район включал 13 сельсоветов: Березняковский, Воскресенский, Зарослинский, Камышловский, Колосовский, Конюховский, Куломзинский, Лебяжинский, Ново-Успенский, Октябрьский, Пролетарский, Суворовский и Чистянский.
3 апреля 1952 года центр района был перенесён из села Конюхово в село Кара-Куга.
2 января 1963 года Конюховский район был упразднён.

## Население
По данным переписи 1959 года в районе проживал 16 821 человек.

## Главы района
| Первые секретари Конюховского райкома компартии Казахстана - Сыромятников Павел Андреевич (1944—1945) - Кийко Алексей Иванович (1945—1948) - Камалетдинов Масгут Валиевич (1949) - Марков Виталий Васильевич (1949—1959) - Шалимов Гавриил Иванович (1959—1962) - Набиулин Анис Гатауллович (1962—1963) | Председатели исполкома Конюховского районного совета - Чупрасов Петр Васильевич (1944—1949) - Высовень Михаил Федорович (1949—1950) - Филиппенко Петр Яковлевич (1950—1955) - Мишкарев Н.С. (1956—1957) - Каскеев Газис Истаевич (1957—1963) |